# Almost an Angel
Almost an Angel er en amerikansk film fra 1990 af John Cornell.

## Medvirkende
- Paul Hogan som Terry Dean
- Elias Koteas som Steve Garner
- Linda Kozlowski som Rose Garner
- Doreen Lang som Mrs. Garner
- Douglas Seale
- Ruth Warshawsky som Irene Bealeman
- Parley Baer som George Bealeman